# Rijksbeschermd gezicht Havelte - Dorp
Gezicht Havelte - Dorp is een van rijkswege beschermd dorpsgezicht in Havelte in de Nederlandse provincie Drenthe. De procedure voor aanwijzing werd gestart op 7 november 1966. Het gebied werd op 13 maart 1969 definitief aangewezen. Het beschermd gezicht beslaat een oppervlakte van 48,8 hectare.
Panden die binnen een beschermd gezicht vallen krijgen niet automatisch de status van beschermd monument. Wel zal de gemeente het bestemmingsplan aanpassen om nieuwe ontwikkelingen in het gebied te reguleren. De gezichtsbescherming richt zich op de stedenbouwkundige en cultuurhistorische waardering van een gebied en wil het toekomstig functioneren daarvan veiligstellen.